# Talegalla jobiensis
Talegalla jobiensis là một loài chim trong họ Megapodiidae.